# Krasimir Georgiew
Krasimir Georgiew, bułg. Красимир Георгиев (ur. 13 lutego 1995 w Krumowgradzie) – bułgarski siatkarz, grający na pozycji środkowego, reprezentant Bułgarii.

## Sukcesy klubowe
Mistrzostwo Bułgarii:
- 2023[6]
- 2017

Puchar Challenge:
- 2018

Superpuchar Rumunii:
- 2019

Mistrzostwo Rumunii:
- 2020